# Свиной цепень
Свино́й це́пень, или свино́й солитёр, или вооружённый це́пень (лат. Taenia solium) — вид ленточных червей из отряда Cyclophyllidea. Паразит млекопитающих. В качестве промежуточных хозяев использует свиней, собак, зайцев, кроликов, верблюдов и человека. Окончательный хозяин — только человек. В зависимости от стадии жизненного цикла, на которой происходит заражение, свиной цепень вызывает у хозяина тениоз (в организме хозяина находится взрослая особь паразита) или цистицеркоз (в организме хозяина находится личиночная стадия финна-цистицерк).

## Строение
В отличие от бычьего цепня, у свиного на сколексе имеется в дополнение к четырём присоскам двойной венчик крючьев, служащий для лучшего закрепления червя в кишечнике хозяина. Стробила меньшего размера, чем у бычьего цепня. Достигает в длину 2—3 м. Также свиной цепень имеет 3-дольный яичник и от 7 до 12 ответвлений матки с каждой стороны. Характерной особенностью является удлиненная форма и неподвижность концевых члеников при выходе из анального отверстия, тогда как у бычьего цепня членики подвижны и способны активно выползать по одиночке. При подсыхании оболочка их лопается, и яйца могут свободно рассеиваться во внешней среде. Промежуточный хозяин свиного цепня — домашние или дикие свиньи, также им может быть и человек.

## Жизненный цикл

Жизненный цикл свиного цепня

Основной хозяин — человек. Живет в кишечнике. Яйца солитера выходят из организма человека вместе с испражнениями на землю и могут случайно заглатываться свиньями. В кишечнике скота из яиц выходит личинка — онкосфера (шестикрючковый зародыш). Они пробуривают стенки кишки, попадают в лимфатические сосуды и разносятся по внутренним органам. Часть застревает в мышцах, где превращаются в финну (полный круглый зародыш) типа цистицерка. Заражение человека происходит при употреблении в пищу непрожаренного свиного мяса. Также очень опасно попадание в организм человека яйца солитера. В этом случае человек будет промежуточным хозяином, и в нём будет проходить стадия финны. Это может послужить причиной тяжелых заболеваний или даже приводить к смерти.

## Диагностика
Симптомы бывают самыми разными: тошнота, рвота, диарея, отсутствие аппетита.
Обнаружение при микроскопии кала онкосфер цепней ещё не даёт возможности поставить диагноз тениоза, так как по своим размерам и строению они не отличаются от онкосфер бычьего цепня, и приходится ограничиться диагнозом кишечного тениидоза — заражения бычьим или свиным цепнем. Диагностика тениоза основана на обнаружении характерных зрелых члеников в фекалиях. Диагностика цистицеркоза сложнее — путем рентгенологического обследования и постановки иммунологических реакций.

## Профилактика
Профилактика кишечного тениоза осуществляется ветеринарно-санитарным контролем за свиным мясом и употреблением его в пищу только после тщательной термической обработки. В предупреждении цистицеркоза основная роль принадлежит соблюдению мер личной гигиены и лечению всех больных кишечным тениозом. Дегельминтизация должна проводиться при малейшем подозрении на тениоз, чтобы предупредить развитие цистицеркоза. Её следует производить и во всех случаях цистицеркоза для профилактики дальнейшего обсеменения организма личинками свиного цепня.